# ファニメーション
ファニメーション（Funimation）は、かつて存在したアメリカ合衆国のスクリプション・ビデオ・オンデマンド・サービス。東アジアの映像作品、特に日本のアニメの制作や市場展開・配信を行っていた。
2016年にFunimationNowとして開設した。2017年にサービスとその親会社はソニーに買収され、2017年から2019年まではソニー・ピクチャーズ エンタテインメントを通じて運営され、その後は2019年から2024年までアニプレックスと共同で運営された。2021年には、ソニーがCrunchyrollを買収した。やがてサービスも完全にクランチロールへ統合され、2024年4月2日をもってアプリとWebサイトも閉鎖された。
親会社は1994年にゲン・フクナガによってファニメーション・プロダクションズとして設立され、2005年にナヴァール・コーポレーションの子会社になったが後に不採算事業とされ、売却された。

## 歴史
ファニメーションは、1994年、ゲン・フクナガによってテキサス州フォートワースに設立された。この企業は『ドラゴンボールZ』と『ドラゴンボールGT』の配信で大きな会社へと成長した。1999年までにこれらの作品はアメリカ合衆国のカートゥーン ネットワークを通じて放映され、さらにはアメリカ国外でも放送されるようになった（ただし、カートゥーン ネットワークに委託する前にファニメーション自身でこの2作を配信するという計画はあったが、実行にはいたらなかった）。
2005年5月11日、ファニメーションは1億40万USドルの現金と、ナヴァール・コーポレーションの株180万株分と引き換えにナヴァールの傘下へ入り、社名もファニメーション・プロダクションからファニメーション・エンタテインメントへ変更した。CEOにはゲン・フクナガがとどまった。
ナヴァールのCEO、ケイリー・ディーコン（Cary Deacon）が2008年2月に報告したところによると、ファニメーションは2007年12月に操業停止したジェネオン エンタテインメントのアメリカ部門を通して、いくつかの作品のライセンスを取得するための交渉が初期段階に入っているとした。2008年7月、ファニメーションは未完成のまま打ち切りになった作品を含むジェネオンの作品の権利を購入した。2008年のAnime Expoにおいて、ファニメーションは、かつてADVフィルムのものだった双日作品を30作以上購入したことを宣言した。

### ファンサブへの対応
2005年、ファニメーションの法的部門は、ライセンス取得した作品の著作権保護についてより熱心な姿勢を見せだした。これらの作品のファンサブへリンクを張っているサイトに "cease and desist"（C&D）を送りつけ始めた。これと似たようなことは、数年前ADVフィルムも行っていた。ファニメーションの法的部門は、『ツバサ・クロニクル』、『BLACK CAT』、『SoltyRei』、その他北米では知られていないものを含め、ライセンスを取得したことを公表していない作品のファンサブ公開サイトに対してC&D書を送った。ファニメーションは2006年10月06日に『XXXHOLiC』『蟲師』『RAGNAROK THE ANIMATION』などの放送を求めるファンサブサイトに対して送ったCease and Desistを通してライセンスを主張した。

### ナヴァールの売却とNiconicoとの提携
2010年の第一四半期に、ナヴァール・コーポレーションはファニメーションを「不採算事業」の分類に入れ、同社の売却の準備を始めた。ナヴァールは2011年4月にファニメーションがもともとの所有者であるゲン・フクナガも含まれる投資家のグループに2400万ドルで売却されたことを追認する声明を発表した。ファニメーションがそのような低価格で（2005年に現金で約1億ドル、株式で1500万ドルもの額が元々の購入に当てられたのとは対照的に）売却されたわけは、ナヴァールがその製品に関わる商品を配給し続けるが、発売を制御しないという形を望んだからだと推測されている。ナヴァールはファニメーションのタイトルの独占配給社であり続けるだろう。
2011年10月14日に、ファニメーションはニコニコ動画の英語版のNiconicoとの半永久的な提携を発表した。ストリーミングおよび家庭向けビデオリリース用のアニメのライセンス付与を目的とした「Funico（ファニコ）」ブランドという形をとっている。この時から事実上、Niconicoが同時放送しているすべてのタイトルがファニメーションによって取得されたということである。

### ソニー傘下への参入とグローバル配信・配給
2017年7月31日、ソニーの子会社であるソニー・ピクチャーズ テレビジョンが、株式の95%を1億4300万ドルで取得した。その後株式は、同じくソニーの子会社であるアニプレックスとソニー・ピクチャーズ エンタテインメントが保有している。
2019年9月24日、ファニメーションと、アニプレックス傘下の仏ワカニム（Wakanim）、豪マッドマン・アニメ・グループ（Madman Anime Group）の3社を事業統合すると発表。それに先立つ5月には英マンガ・エンタテインメント（Manga Entertainment UK、現：Crunchyroll UK and Ireland）の買収により、北米、欧州、オセアニア市場をカバーする体制を実現。ファニメーションがアニメ作品のグローバルライセンスを獲得し、各地域で配信を軸に劇場配給、商品化を行う。
2020年12月10日、アメリカの大手通信会社であるAT&Tグループでファニメーションと同業会社であるCrunchyroll（クランチロール）を11.75億ドルで買収すると発表され、2021年8月9日に買収完了が報告された（約1300億円）。
2022年3月1日、ソニーグループはクランチロールとの間でブランド統合を行い、社名をファニメーション・グローバル・グループから、クランチロール, LLCに変更すると発表した。一部残るファニメーションのサービスも、やがて完全にクランチロールへ統合され、2024年4月2日をもってアプリとWebサイトも閉鎖された。

## 主な日本アニメ参加作品
| 放送年 | タイトル                                       | スタッフ | 備考                                |
| ------ | ---------------------------------------------- | --- | ----------------------------------- |
| 2016年 | Dimension W                                    | 企画 - Gen Fukunaga プロデューサー - Steven Shipley |                                     |
| 2019年 | 炎炎ノ消防隊                                   | 企画 - Gen Fukunaga 製作 - Karen Mika（第壱話 - 第拾四話） Colin Decker（第拾伍話 - 第弐拾四話） エグゼクティブプロデューサー - Geetanjali Dhillon（第壱話 - 第四話） Lisa Gibson（第五話 - 第拾四話） Adam Zehner（第拾伍話 - 第弐拾四話） プロデューサー - Chris Han（第壱話 - 第拾四話） アソシエイトプロデューサー - Justin Cook | Adam Zehnerは海外ライセンスも担当。 |
| 2020年 | ID:INVADED イド:インヴェイデッド               | 製作 - Colin Decker プロデューサー - Adam Zehner |                                     |
| 2020年 | プランダラ                                     | 製作 - Colin Decker プロデューサー - Adam Zehner |                                     |
| 2020年 | はてな☆イリュージョン                          | 企画 - Colin Decker チーフプロデューサー - Adam Zehner |                                     |
| 2020年 | グレイプニル                                   | 企画 - Colin Decker プロデューサー - Adam Zehner |                                     |
| 2020年 | 社長、バトルの時間です!                        | エグゼクティブプロデューサー - Colin Decker プロデューサー - Adam Zehner |                                     |
| 2020年 | フルーツバスケット 2nd Season                  | 企画 - Colin Decker プロデューサー - Adam Zehner | 第14話よりクレジット。              |
| 2020年 | 天晴爛漫!                                      | スペシャルサンクス - Sarah Lindholm（第9話、第12話） | 製作自体は非参加。                  |
| 2020年 | 炎炎ノ消防隊 弐ノ章                            | 企画 - Gen Fukunaga 製作 - Colin Decker エグゼクティブプロデューサー - Adam Zehner アソシエイトプロデューサー - Chris Han 海外ライセンス - Mitchel Berger |                                     |
| 2020年 | ムヒョとロージーの魔法律相談事務所             | 製作 - Colin Decker プロデューサー - Adam Zehner | 第2期のみ。                         |
| 2020年 | 神達に拾われた男                               | 企画 - Colin Decker |                                     |
| 2020年 | キミと僕の最後の戦場、あるいは世界が始まる聖戦 | 製作 - Colin Decker プロデューサー - Adam Zehner |                                     |
| 2021年 | 戦闘員、派遣します!                            | エグゼクティブプロデューサー - Colin Decker プロデューサー - Adam Zehner |                                     |
| 2021年 | フルーツバスケット The Final                   | 企画 - Colin Decker プロデューサー - Adam Zehner |                                     |
| 2021年 | MARS RED                                       | 企画 - Colin Decker エグゼクティブプロデューサー - Adam Zehner |                                     |
| 2021年 | Sonny Boy                                      | - | 協力のみ。                          |
| 2022年 | トライブナイン                                 | 企画 - Colin Decker エグゼクティブプロデューサー - Adam Zehner |                                     |
| 2022年 | 賢者の弟子を名乗る賢者                         | エグゼクティブプロデューサー - Colin Decker プロデューサー - Adam Zehner |                                     |
| 2023年 | The Legend of Heroes 閃の軌跡 Northern War     | - |                                     |

## アメリカ国外での放送
ファニメーション自身は、アメリカ国外への直接的なリリースを行っていないが、イギリスのRevelation Filmsや、オーストラリア・ニュージーランドのマッドマンエンタテインメントといったところは二次的にライセンスを取得している。2005年末、Beez Entertainmentの『WOLF'S RAIN』とファニメーションの『鋼の錬金術師』は、衛星放送Rapture TVの大ヒットアニメの1つになった（なお、OPは途中からREADY STEADY GOに変更された）。『幽☆遊☆白書』もイギリスでの放送が決まったが、どの年齢層を対象にしているかまでは不明。

## ファニメーションチャンネル
ADヴィジョンのAnime Networkにつづいて、ファニメーションは24時間アニメを放送するデジタル・ケーブルチャンネルであるファニメーションチャンネルを始めた。OlympuSATが独占的に配信しており、ファニメーションチャンネルは、ビデオ・サービス・プロバイダを使うことができる。2015年12月31日、FunimationとOlympuSATは契約を終了し、同チャンネルでのFunimationタイトルの放送も終了した。テレビチャンネルはTokuに置き換えられたが、Funimationは2016年にFunimation Channelを再始動する計画を発表している。

## 携帯電話向けサービス
2008年7月、ファニメーションとRed Planet MediaはAT&Tとスプリント・ネクステルの加入者向けのビデオ・オン・デマンドを始めるとした。その一環として、『銀河鉄道物語』、『月詠-MOON PHASE-』、『GUNSLINGER GIRL』の配信が行われた。

## 無料オンラインサービス
2006年9月、ファニメーションはYouTubeに公式チャンネルを設け、ライセンスを取得した作品のDVD-Boxセットの宣伝や、アニメの映像、先行放送をアップロードしている。2008年9月にはHuluにもチャンネルが作られた。